# グロッタミナルダ
グロッタミナルダ（伊: Grottaminarda）は、イタリア共和国カンパニア州アヴェッリーノ県にある、人口約8,000人の基礎自治体（コムーネ）。

## 地理

### 位置・広がり

#### 隣接コムーネ
隣接するコムーネは以下の通り。
- アリアーノ・イルピーノ
- ボニート
- フルーメリ
- フォンタナローザ
- フリジェント
- ジェズアルド
- メリート・イルピーノ
- ミラベッラ・エクラーノ

## 行政

### 分離集落
グロッタミナルダには、以下の分離集落（フラツィオーネ）がある。
- Bosco, Carpignano, Ciavolone, Conduttiello, Feudo Cortesano, Filette, Ischia Cardone, Marmore, San Martino, San Pietro, Schivito, Tremolizzi